# Emily Georgiana Kemp
Pour les articles homonymes, voir Kemp.
Emily Georgiana Kemp (1860-1939) est une aventurière, artiste et écrivaine britannique. Elle reçoit la Grande Médaille de Vermeil de la Société géographique française pour son œuvre de 1921 Chinese Mettle.

## Biographie
Kemp vient d'une riche famille d'industriels baptistes originaires de Rochdale, dans le Lancashire. Elle fait partie des tout premiers étudiants du Somerville College d'Oxford et poursuit ses études à la Slade School of Fine Art de l'University College de Londres.
Elle voyage en Chine, en Corée, en Inde, en Asie centrale et en Amazonie, dessinant, peignant et écrivant, en mettant l'accent sur l'éducation et le bien-être des femmes, et leur rôle dans la religion.
Kemp se rend en Mandchourie au lendemain de la révolte des Boxers (1900), événement au cours duquel sa sœur missionnaire Jessie, son beau-frère et leur fils de 13 ans sont assassinés, ainsi que des dizaines d'autres missionnaires occidentaux en Chine. Elle n'évoque cependant jamais le fait dans ses récits.

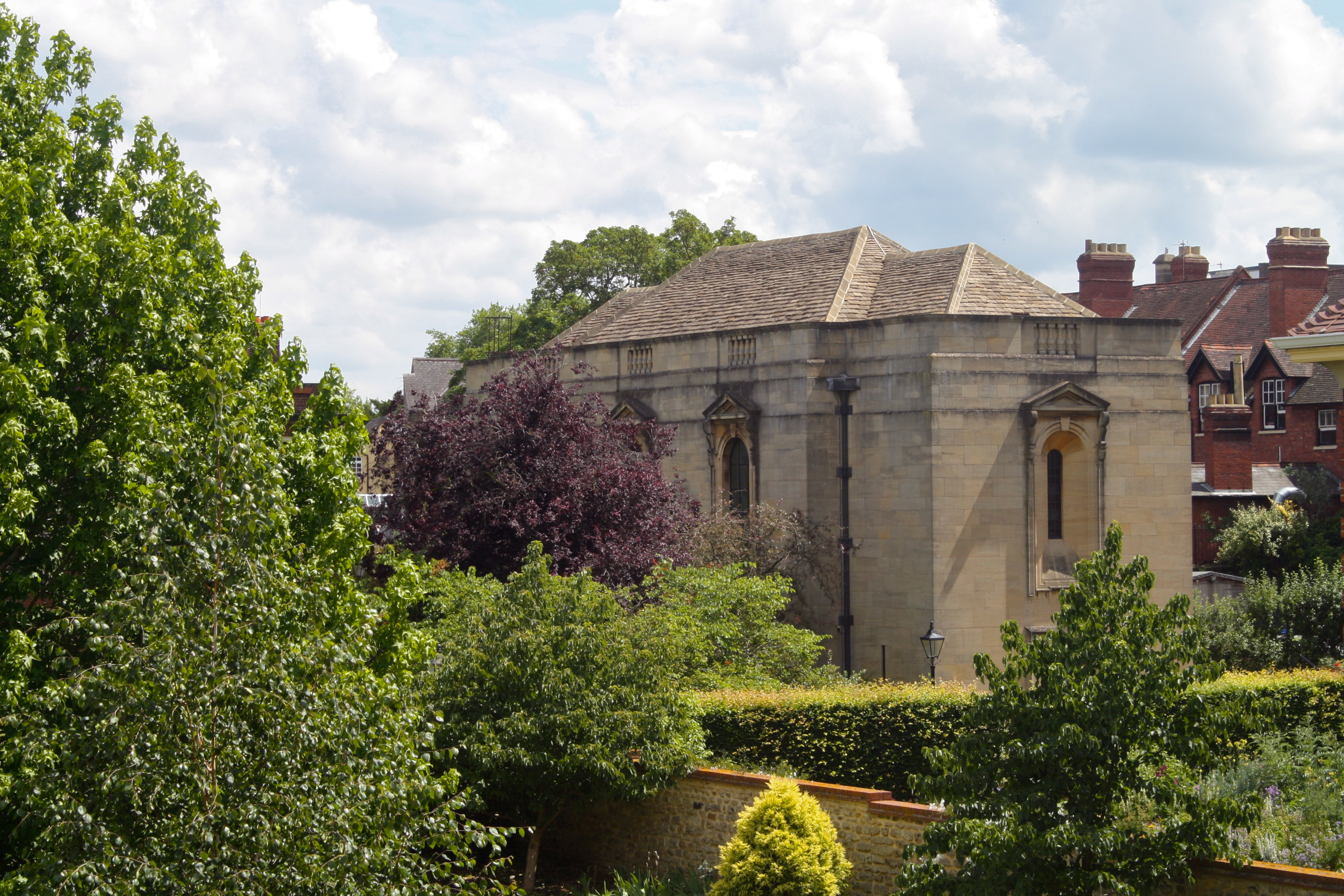
La chapelle du Somerville College

Kemp était amie avec le théologien presbytérien écossais Marcus Dods (en), l'explorateur Francis Younghusband et Albert Schweitzer. Elle fait don de la chapelle du Somerville College (en) à l'Université d'Oxford en tant que « maison de prière pour tous » (c'est-à-dire de toutes les religions). Au cours de ses voyages, Kemp développe un vif intérêt pour les religions non-chrétiennes. Elle souhaitait que la chapelle du Somerville College soit un lieu où les étudiants de toutes les religions pourraient prier. Pour cette raison, elle a encouragé les délégués du Congrès mondial des religions de 1937 séjournant à Oxford à utiliser la chapelle pour leurs dévotions. 
Kemp fait également don d'une terre cuite italienne du XIXe siècle dérivée de la « lunette de l'Annonciation » de l'Ospedale degli Innocenti à Florence, par Andrea della Robbia, dont le sujet était symbolique pour elle de l'importance particulière des femmes au service de Dieu.

## Distinction
Membre de la Royal Scottish Geographical Society, elle reçoit en 1922 la grande médaille de vermeil de la Société de géographie française pour son œuvre de 1921 Chinese Mettle.

## Œuvres principales
- The Face of China. Travels in East, North, Central and Western China, 1909, rééd. 2009.
- The Face of Manchuria, Korea and Russian Turkestan (1910)[6]
- Wanderings in Chinese Turkestan (1914) (OCLC 2345258)
- Reminiscences of a Sister, S. Florence Edwards, of Taiyüanfu (1920) (OCLC 2619863)
- Chinese Mettle, Londres, Hodder & Stoughton, 1921.
- There followed him Women, 1927, (OCLC 612807932)